# أوونتشاي (فلم هندي)
أونتشاي (بالإنجليزية: Unnchai) هو فيلم درامي المغامرة باللغة الهندية لعام 2022، الذي إخراجته سوراج بارجتي، وكتبته ابيشك ديكست على أساس قصة أصلية من سونيل غاندي، وإنتاجها بشكل مشترك من راجشري بروداكشن وباوندلس ميديا و ماهافير جين فيلمز.  الفيلم الستين الذي أنتجه راجشري، يبارز بطولة مجموعة من أميتاب باتشان، أنوبام خير، بومن إيراني، داني دينزونجبا، بارنيتي تشوبرا، نينا جوبتا وساريكا.
تم الإعلان عن فيلم أونتشاي في أكتوبر 2021. بدأ التصوير الرئيسي في أكتوبر 2021 وانتهى في أبريل 2022، تلاه أعمال ما بعد الإنتاج. تم تأليف موسيقى الفيلم بواسطة أميت تريفيدي.
تم إصدار فيلم أونتشاي في دور العرض السينمائي في 11 نوفمبر 2022. حقق الفيلم إيرادات  كرور روبية في جميع أنحاء العالم. تم إصدار الفيلم رقميًا على  منصة بث زي فايف في 6 يناير 2023.
في حفل توزيع جوائز فيلم فير الـ68، حصل أونتشاي على 7 ترشيحات، بما في ذلك أفضل فيلم، وأفضل مخرج (بارجاتيا)، وأفضل ممثل (باتشان)، وأفضل ممثل مساعد (خير). في حفل توزيع جوائز الفيلم الوطني السبعين، فاز الفيلم بجائزة أفضل إخراج (بارجاتيا) وأفضل ممثلة مساعدة (جوبتا).

## حبكة
ثلاثة أصدقاء كبار في السن - أميت وعمر وجافيد - ينطلقون في رحلة إلى معسكر قاعدة إيفرست، لتحقيق أمنية صديقهم الرابع بوبين الأخيرة. انضمت إليهم مالا على طول الطريق، والتي تصادف أنها الحب المفقود منذ فترة طويلة لبوبين وتندم على عدم القتال من أجل حبهم. تتحول رحلة بسيطة إلى رحلة شخصية وعاطفية وروحية حيث يكافحون قيودهم الجسدية ويكتشفون المعنى الحقيقي للحرية.

## الممثلون
- أميتاب باتشان في دور أمت سريواستافا
- أنوبام خير في دور أوم شرما (أومي)
- بومان إيراني في دور جاويد صديقي
- ساريكا كمالا تريفيدي
- نينا جوبتا في دور شبينا صديقي
- بارنيتي تشوبرا كشردة غوبا
- داني دينزونجبا في بوبن (كاميو)
- نفيسة علي في دور ابيلاشا سريواستافا (كاميو)
- شين داس في دور هيبا صديقي
- ابيشك سينغ باتانيا في دور فالي
- برناف ساشديف في دور سيدارت شرما، ابن أوم
- راجو كير كجغان "غدو" شرما، أخو أوم

## الموسيقى التصويرية
الأغاني من تأليف أميت تريفيدي. كلمات الأغنية من تأليف ارشاد كامل. تم تأليف موسيقى الفيلم بواسطة جورج جوزيف. 
| #  | عنوان                                  | المدة |
| -- | -------------------------------------- | ----- |
| 1. | "Keti Ko"                              | 3:50  |
| 2. | "Arre Oh Uncle"                        | 3:13  |
| 3. | "Haan Kar De"                          | 4:05  |
| 4. | "Ladki Pahadi"                         | 4:35  |
| 5. | "Savera"                               | 3:54  |
| 6. | "Ladki Pahadi" (Bonus Version)         | 2:25  |
| 7. | "Ladki Pahadi" (Mohit Chauhan Version) | 4:35  |

## تسويق
تم إصدار ملصقات النظرة الأولى لفرقة النجوم من قبل أصدقائهم من الصناعة. أميتاب باتشان تم إصدار الملصق من قبل دارمندرا، أنوبام خير من قبل أنيل كابور، بومان إيراني من قبل راجكومار هيراني, ساريكا من قبل كيرون خير، نينا غوبتا من قبل غاجراج راو و بارينيتي شوبرا من قبل أرجون كابور.
تم إصدار الملصق النهائي أونتشاي في 17 أكتوبر 2022، قبل يوم واحد من إطلاق المقطع الدعائي. تم إصدار المقطع الدعائي في 18 أكتوبر 2022.

### وسائل الاعلام المنزلية
حصلت شركة زي فايف على حقوق التوزيع الرقمي للفيلم. بدأ عرض الفيلم رقميًا على زي فايف اعتبارًا من 6 يناير 2023.

## روابط خارجية
- مقالات تستعمل روابط فنية بلا صلة مع ويكي بيانات